# Rusk
Un rusk es un tipo de biscote duro y seco que se usa a veces como alimento para los bebés durante la dentición. Actualmente se vende un producto industrial llamado milk toast que se parece mucho, salvo por llevar aromas y edulcorantes.

## Sudáfrica
En India, Pakistán y Sudáfrica, el rusk es una galleta tradicional (llamada russ en urdu e hindi y beskuit en afrikáans respectivamente) que se come tras mojarla en café, té o rooibos. Históricamente, los rusks evolucionaron (junto al biltong) durante la primera época de colonización del país como forma de conservar el pan en climas secos. También se usó extensamente durante las épocas de guerra o cuando se viajan grandes distancias.
Se preparaban tradicionalmente en casa, pero actualmente hay varias versiones industriales disponibles, siendo probablemente la más famosa Ouma Rusks. Muchas panaderías y tiendas de alimentación venden versiones artesanales, añadiéndoles a menudos ingredientes más exóticos: además de las versiones sencillas y de suero de mantequilla, se encuentran de anís, integrales, con leche condensada, de muesli y con limón y semilla de amapola.

## Reino Unido

### Farley's
En el Reino Unido, los Farley's Rusks son biscotes secos originarios de los años 1880 pero fabricados por Heinz desde 1994. Se dan a los bebés, a veces remojados en leche y machacados. Tienen seguidores entre los estudiantes universitarios.
Un estudio de 2009 de la Children's Food Campaign halló que los Farley's Rusks tienen un 29% de azúcar, cuestionándose su valor nutritivo como alimento infantil.

### Carnicerías
También en el Reino Unido, se vende como rusk a los carniceros un biscote seco desmenuzado y clasificado según el tamaño de las partículas, para su uso como aditivo en la fabricación de salchichas. En contra de la creencia popular, el rusk no es un «relleno» importante usado para «engordar» el producto cárnico, sino que se usa como aglutinante para mantener la carne unido y proporcionar textura. Aunque originalmente se hacía con pan duro (en lo que ahora se denomina Bread-rusk), en la actualidad se usa más frecuentemente una variedad sin levadura.
La industria alimentaria emplea rusks de diferentes calibres, entre otros fines, como:
- Portador de sabores, colores y condimentos;
- Agente aglutinante en hamburguesas, salchichas, rellenos, pasteles y otros productos de carne;
- Ingrediente para mezclas secas de relleno.